# Odocnemis badius
Odocnemis badius – gatunek chrząszcza z rodziny czarnuchowatych i podrodziny Tenebrioninae. Zamieszkuje południowy wschód Europy.

## Taksonomia
Gatunek ten opisany został po raz pierwszy w 1849 roku przez Ludwiga Redtenbachera pod nazwą Helops badius. W 1850 roku niezależnie opisany został przez Heinricha Carla Küstera pod nazwą Helops asphaltinus.

## Morfologia
Chrząszcz o podługowato-owalnym ciele długości od 8 do 11 mm, gładkim i trochę lśniącym, ubarwionym brunatnie lub czarnobrunatnie. Głowa jest szeroka, na przedzie z jasnymi szczecinkami, w tyle grubo i gęsto punktowana, o dużych, poprzecznych, w przeciętnym stopniu na przedzie wykrojonych oczach. Sięgające ku tyłowi poza nasadę przedplecza czułki porośnięte są ciemnymi szczecinkami. Przedplecze jest w zarysie kwadratowawe, po bokach zaokrąglone, najszersze w przedniej ⅓, o krawędzi przedniej przeciętnie wykrojonej, przednich kątach lekko zaostrzonych, krawędziach bocznych lekko wyciętych przed prostymi kątami tylnymi i obrzeżonych listewkami, a krawędzi tylnej prostej i również obrzeżonej. Mała tarczka ma trójkątny kształt. Pokrywy są owalne, najszersze w połowie długości, o ostrych i ku górze sterczących kątach barkowych, na szczytach u samic tępo zaokrąglone, u samców zaś przedłużone w krótkie wyrostki (ogonki, mucro). Rzędy są wgłębione i wyraźnie punktowane, międzyrzędy zaś wypukłe, bardzo drobno mikrosiateczkowane i bardzo drobno punktowane. Skrzydła tylnej pary zachowane są szczątkowo. Odnóża są trochę krótsze niż u mroczka ogoniastego. Odwłok ma na środku pierwszego i drugiego z widocznych sternitów kępki włosków.

## Ekologia i występowanie
Owad saproksyliczny, związany z rozkładającym się drewnem starych drzew liściastych. Bytuje w próchnowiskach, dziuplach, pod korą i wśród ściółki zgromadzonej u podstawy pni. Postacie dorosłe aktywne są o zmierzchu i nocą.
Gatunek palearktyczny, europejski, znany z Rumunii, Bułgarii i Grecji. Niektóre źródła wspominają także o jego występowaniu na południu Węgier. Dane z Czech są bardzo wątpliwe. Ze Śląska wykazany został błędnie.